# 8818 Hermannbondi
8818 Hermannbondi là một tiểu hành tinh vành đai chính với chu kỳ quỹ đạo là 1699.6390344 ngày (4.65 năm).
Nó được phát hiện ngày 5 tháng 9 năm 1985.